# Сарколема
Сарколемма (sarco (од sarx) из грчке речи за месо, и lemma из грчке рећи са значењем плашт) названа је и миолема, је ћелијска мембрана пругасте ћелије мишићних влакана. Састоји се од липидног двослоја и танког спољног слоја полисахаридног материјала (гликокаликс) који је у контакту са базалном мембраном. Базална мембрана садржи бројне танке колагенске фибриле и специјализоване протеине као што је ламинин које пружају основу на којој се мишићно влакно одржава. Кроз трансмембранске протеине у ћелијској мембрани, актински скелетон унутар ћелије је повезан са базалном мембраном и ћелијском спољашношћу. На сваком крају мишићног влакна, површински слој сарколеме се спаја са влакном од тетива, а влакна тетива, се сакупљају у снопове како би се обликовале тетиве мишића које се везују за кости.
Сарколемма генерално одржава исту функцију у мишићним ћелијама, као и ћелијска мембрана у другим ћелијама еукариота.